# 腺毛翠雀
腺毛翠雀（學名：Delphinium grandiflorum var. gilgianum）为毛茛科翠雀属下的一个变种。

## 扩展阅读
- 維基物種上的相關：腺毛翠雀